# ペトラルカ・ラグビー
ペトラルカ・ラグビー（伊: Petrarca Rugby）は、イタリアのヴェネト州パドヴァに本拠地を置くラグビーユニオンクラブである。スタジアムはスタディオ・プレビシート。

## 概要
1947年創設。2021-22シーズンまでにスクデット（イタリア国内リーグ）を14回獲得している。
イタリアを代表するラグビーチームの1つで、ロヴィーゴ・デルタと共に、下位リーグへの降格を経験したことがない。

## 歴史
1947年にクラブ創設。1948-49シーズンにセリエAに初昇格。
1969-70シーズンにリーグ初優勝を果たすと、そこから5連覇を達成した。1983-84シーズンからも4連覇を達成しており、1970年代から80年代にかけて11回のリーグ優勝を遂げた。1981-82シーズンにはコッパ・イタリアを初制覇。
1998-99シーズン、1999-2000シーズンにはハイネケンカップに出場した。（ともにプール戦敗退）

## タイトル
- 2022年8月現在[3]

### 国内タイトル
- スクデット（リーグ戦）
  - 優勝 14回（1970, 1971, 1972, 1973, 1974, 1977, 1980, 1984, 1985, 1986, 1987, 2011, 2018, 2022）
- コッパ・イタリア（カップ戦）
  - 優勝 3回（1982, 2001, 2022）

## 歴代所属選手
- マッティア・ベッリーニ(Mattia Bellini)
- マウロ・ベルガマスコ(Mauro Bergamasco)
- サムエル・ヴニサ(Samuela Vunisa)
- ミケーレ・リッツォ(Michele Rizzo)
- エンリコ・バッチン(Enrico Bacchin)
- レオナルド・ギラルディーニ(Leonardo Ghiraldini)
- ダリオ・チストリーニ(Dario Chistolini)
- デイヴィッド・キャンピージ(David Campese)
- ニッキー・リトル(Nicky Little)
- ジェームズ・ファイバ(James Faiva)
- ティト・テバルディ(Tito Tebaldi)
- ジェレミー・スア（ サモア代表）
- ニッコロ・カンノーネ
- ロドリゴ・フェルナンデス
- アンジェロ・エスポージト